# Pachyneuron
Pachyneuron är ett släkte av steklar som beskrevs av Walker 1833. Pachyneuron ingår i familjen puppglanssteklar.

## Bildgalleri

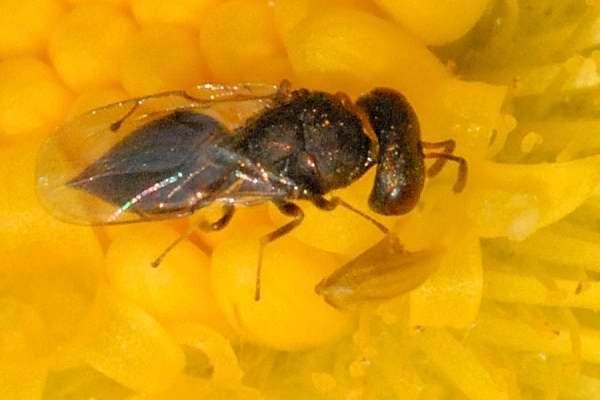

## Dottertaxa tillPachyneuron, i alfabetisk ordning[1][2]
- Pachyneuron aciliatum
- Pachyneuron ahlaense
- Pachyneuron albutius
- Pachyneuron altiscuta
- Pachyneuron anthomyiae
- Pachyneuron aphidis
- Pachyneuron bonum
- Pachyneuron californicum
- Pachyneuron chambaense
- Pachyneuron chilocori
- Pachyneuron coccorum
- Pachyneuron crassiculme
- Pachyneuron doraphis
- Pachyneuron emersoni
- Pachyneuron eros
- Pachyneuron erzurumicum
- Pachyneuron eurygaster
- Pachyneuron formosum
- Pachyneuron fuscipes
- Pachyneuron gibbiscuta
- Pachyneuron grande
- Pachyneuron groenlandicum
- Pachyneuron hammari
- Pachyneuron laticeps
- Pachyneuron leucopiscida
- Pachyneuron longiradius
- Pachyneuron mucronatum
- Pachyneuron muscarum
- Pachyneuron nelsoni
- Pachyneuron pauliani
- Pachyneuron planiscuta
- Pachyneuron rieki
- Pachyneuron sapporense
- Pachyneuron shaanxiensis
- Pachyneuron solitarium
- Pachyneuron syringae
- Pachyneuron syrphicola
- Pachyneuron texanum
- Pachyneuron validum
- Pachyneuron virginicum
- Pachyneuron vitodurense